# Insuficiència aòrtica
La insuficiència aòrtica (IA), coneguda també com a regurgitació aòrtica o insuficiència valvular aòrtica, és un trastorn de la vàlvula aòrtica del cor, caracteritzat per reflux de sang des de l'aorta cap al ventricle esquerre, durant la diàstole ventricular, és a dir, quan els ventricles es relaxen. Pot ser deguda a anormalitats tant de la vàlvula mateixa, com de la porció proximal de l'aorta.

## Etiologia

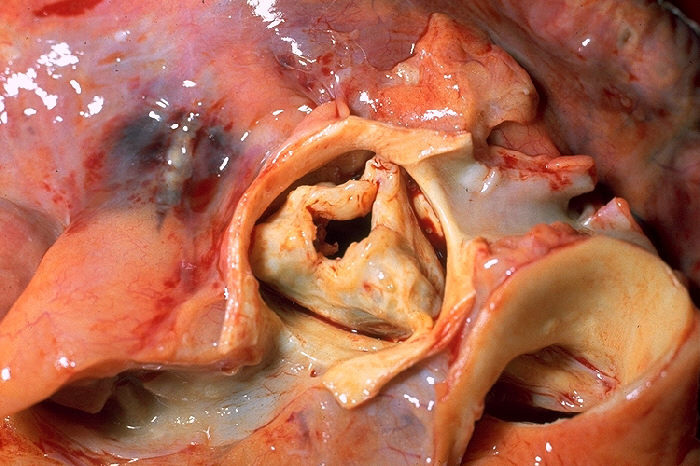
Estenosi severa d'una vàlvula aòrtica (centre de la imatge), juntament amb l'artèria pulmonar (cantó inferior-dret), porció proximal de l'artèria coronària dreta (cantó inferior-esquerre) i l'artèria coronària esquerra (a la dreta de la vàlvula aòrtica). Mostra d'autòpsia, malaltia cardíaca reumàtica.

Aproximadament la meitat dels casos d'insuficiència aòrtica són degudes a una dilatació de l'anell i de l'arrel aòrtica, trastorn anomenat èctasi anuloaòrtica. La dilatació pot ser de naturalesa idiopàtica en més del 80% dels casos, o bé per degeneració produïda en la vellesa i per hipertensió arterial, la síndrome de Marfan, una dissecció aòrtica o sífilis.
En un 15% dels casos, es deu a una vàlvula aòrtica bicúspide (un trastorn congènit en el qual mes de la meitat dels pacients presenten amb IA en algun moment de les seves vides), mentre que un altre 15% és a causa d'una retracció de les valves com a part d'un procés post-inflamatori d'endocarditis per febre reumàtica (d'especial importància per a països en desenvolupament) i diverses malalties del col·lagen vascular que causen estenosi o prolapse sever de la vàlvula aòrtica amb reflux regurgitant.

## Patogènesi
Quan la vàlvula aòrtica funciona normalment, solament s'obre quan la pressió al ventricle esquerre (VE) és major que a l'aorta. Això permet que la sang sigui expulsada des del VE cap a l'aorta durant la sístole ventricular. Després de la contracció, la pressió en el ventricle gradualment disminueix a mesura que es relaxa el ventricle i es prepara per a omplir-se de nou de sang provinent de l'aurícula esquerra. Aquesta relaxació del VE, durant la diàstole ventricular primerenca, causa una caiguda de pressió en el VE. Quan la pressió del VE cau per sota de la pressió en l'aorta, la vàlvula aòrtica es tanca, prevenint que la sang en l'aorta retorni al VE.
En la insuficiència aòrtica, quan la pressió en el ventricle esquerre cau per sota de la pressió de l'aorta, la vàlvula aòrtica no és capaç de tancar completament. Això causa un retorn de sang de l'aorta al ventricle esquerre. Això significa que parteix de la sang que ja havia estat expulsada del ventricle, "regurgita" de tornada al cor. El percentatge de sang que ha sortit del ventricle esquerre i que regressa de tornada al cor a través de la vàlvula aòrtica, a causa d'una insuficiència aòrtica, s'anomena fracció regurgitant. Per exemple, un individu amb una IA que tingui un volum d'ejecció de 100 mil·lilitres i si durant la diàstole ventricular, 25 ml del volum d'ejecció regurgita de tornada per la vàlvula aòrtica, s'ha produït una fracció de regurgitació del 25%. Una fracció de regurgitació severa està per sobre de 40%, una fracció de regurgitació de 20% o menys és lleugera, i entre 20% i 40% és una fracció regurgitant moderada. El flux regurgitant causa una disminució de la pressió sanguínia diastòlica en l'aorta, i per tant, un increment en la pressió del pols (un dels components de la tensió arterial), és a dir, la diferència entre la pressió sistòlica i la pressió diastòlica, és major, fet que no necessàriament implica que hi hagi hipertensió arterial.
Degut al fet que parteix de la sang que és expulsada durant la sístole regurgita de tornada al ventricle esquerre durant la diàstole, hi ha un disminuït flux anterògrad en una insuficiència aòrtica. Una IA causa, tant una sobrecàrrega de volum (augment de la precàrrega) com de pressió (augment en la postcàrrega) en el cor.
La sobrecàrrega de pressió, produïda per l'elevada pressió de pols i hipertensió, causa hipertròfia ventricular esquerra. La hipertròfia del ventricle esquerre en la insuficiència aòrtica és concèntrica i excèntrica. La hipertròfia concèntrica és deguda a la hipertensió associada a la insuficiència aòrtica, mentre que la hipertròfia excèntrica és per raó del volum de sobrecàrrega causada per la fracció de regurgitació. La hipertròfia i dilatació del ventricle esquerre en la IA crònica és un mecanisme de compensació ineficaç i, per tant, és el moment de l'aparició de la majoria dels símptomes en l'individu.

## Complicacions
Les seqüeles hemodinàmiques de la insuficiència aòrtica (IA) són dependents de la velocitat d'instal·lació del trastorn. La IA aguda i la IA crònica tindran hemodinàmiques diferents i els pacients presentaran signes i símptomes variats.

### Insuficiència aòrtica aguda
En la IA aguda, tal com es veu en la perforació aguda de la vàlvula aòrtica per endocarditis, s'observa un increment abrupte en el volum de sang en el ventricle esquerre. El ventricle, incapaç de tolerar la sobtada sobrecàrrega hemodinàmica, es descompensa, causant major pressió en l'aurícula esquerra i l'individu desenvolupa una insuficiència cardíaca congestiva.
La insuficiència aòrtica aguda severa és considerada una emergència mèdica. Hi ha una elevada taxa de mortalitat quan l'individu no se sotmet a una intervenció quirúrgica immediata per a reemplaçar la vàlvula aòrtica. Si la IA aguda és deguda a endocarditis de la vàlvula aòrtica, existeix un risc que la nova vàlvula sigui receptacle per al bacteri infectant.

### Insuficiència aòrtica crònica

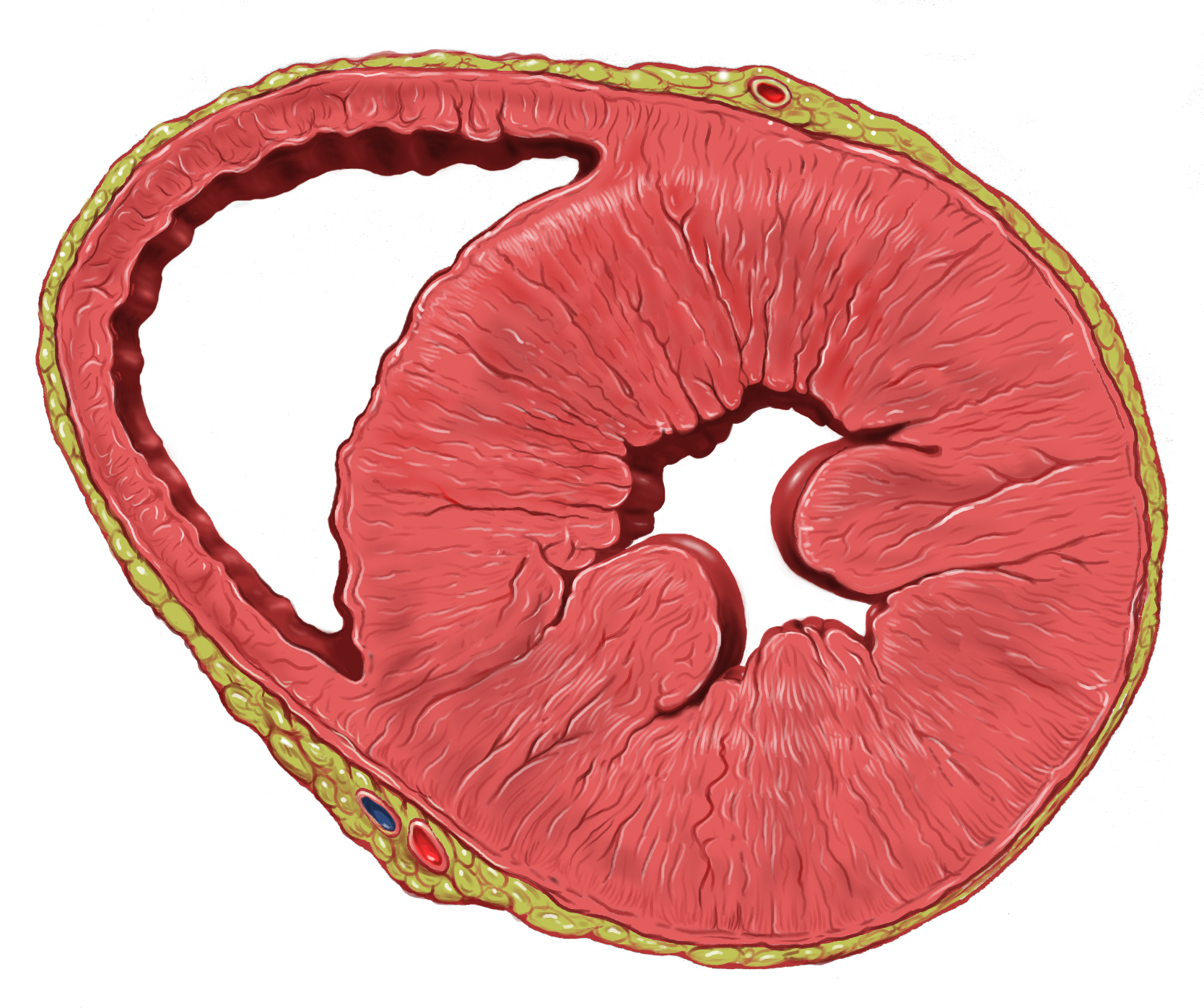
Hipertròfia del ventricle esquerre del cor, vista inferior.

Si l'individu sobreviu el trastorn hemodinàmic inicial presentat en la IA aguda, el ventricle esquerre s'adapta per mitjà d'una hipertròfia excèntrica i dilatació, compensant el volum de sobrecàrrega. Les pressions d'omplert del ventricle esquerre tornaran a valors normals i l'individu se sobreposarà de la insuficiència cardíaca.
En aquesta fase compensada, l'individu pot veure's enterament asimptomàtic, incloent una tolerància a l'exercici normal. Eventualment, en general després d'un període de latència, el ventricle esquerre tornarà a descompensar-se, i les pressions d'omplert augmentaran. La majoria dels pacients presentaran símptomes de congestió cardíaca, mentre que uns altres arribaran a aquesta fase descompensada asimptomàtic. El tractament de la IA per reemplaçament de la vàlvula aòrtica haurà de ser instal·lat previ a aquesta fase descompensada.

## Quadre clínic
L'examen físic d'un individu amb insuficiència aòrtica inclou l'auscultació del cor a la recerca de sorolls característics de la IA, especialment el quart so, cridat S4, que indica un ompliment del ventricle esquerre en el context d'una paret ventricular hipertrofiada. El buf cardíac d'una insuficiència aòrtica crònica, anomenat d'Austin-Flint amb dolls regurgitants més severs, es descriu típicament com iniciant-se en la diàstole primerenca i disminuïx durant el curt espai de temps diastòlic, pel que és més fàcil escoltar-lo en el focus aòrtic i quan el pacient està assegut i s'inclina cap endavant amb la respiració sostinguda en espiració.
El buf és en general suau i rarament causa irradiació paraesternal, en aquest cas s'ha d'excloure un aneurisma aòrtic.
Els signes físics perifèrics d'una insuficiència aòrtica es relacionen a una pressió de pols elevada i al ràpid descens en la pressió sanguínia (<70 mmHg) durant la diàstole:
- Pols cèler amb col·lapse diastólico ràpid i brusc,[13] també anomenat pols en martell d'aigua, fent-se una mica més notori quan el pacient aixeca l'avantbraç per sobre del nivell del cor.[15]
- Pols de Corrigan: un pols a la caròtide amb una expansió o ascens ràpid i seguit per un col·lapse abrupte.[16]
- Signe de Musset: el pacient mou el cap rítmicament, descrit como un ball, al son del batec del cor.[17]
- Signe de Quincke, pulsació rítmica del llit ungueal, en especial quan es comprimeix lleument l'ugla.[18]
- Signe de Duroziez: buf aòrtic que sona como pistonades sobre l'artèria femoral quan aquesta es comprimeix amb el fonendoscopi, tant en sístole como en diàstole.[17]
- Signe de Traube, és un soroll doble que s'ausculta sobre l'artèria femoral quan es comprimeix distalment.

Altres signes d'aquesta variada semiologia, inclouen el signe de Landolfi (constricció i dilatació alternant de la pupil·la), el signe de Becker (pulsació dels vasos retinals), signe de Müller (pulsació de l'úvula), signe de Mayen (caiguda de >15 mmHg en la pressió arterial en alçar el braç) i el signe de Hill (una diferència de pressions poplítea i braquial ≥ 20 mmHg en casos més severs). Cap dels signes anteriors són suficients per si sols en el diagnòstic correcte de la insuficiència aòrtica. D'important valor clínic és el buf diastòlic amb els símptomes esmentats o sense.

## Diagnòstic

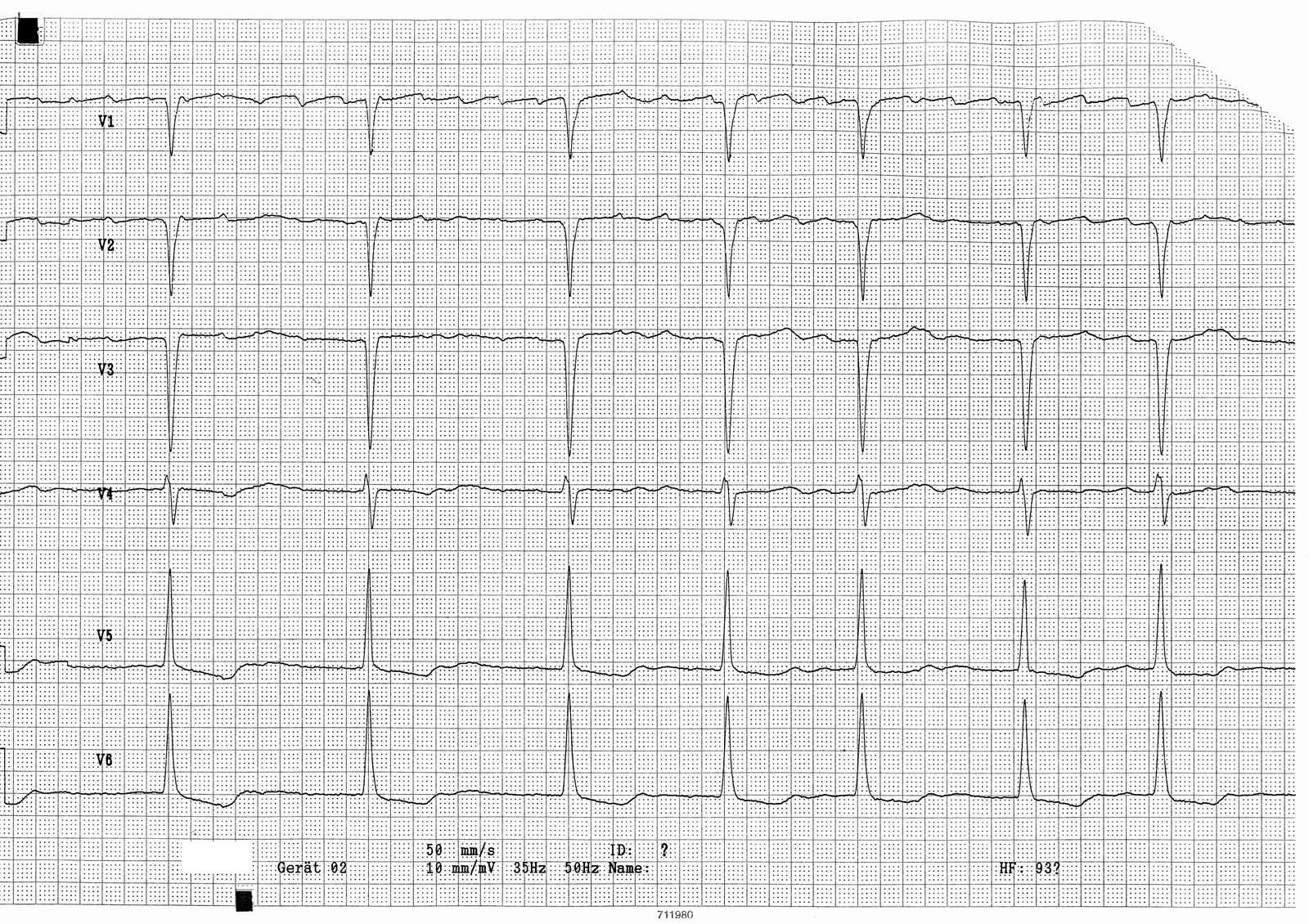
ECG de pacient femení de 84 anys amb insuficiència aòrtica, mostrant hipertròfia ventricular (vegeu inversió de l'eix elèctric cap a l'esquerra) i depressió del segment ST (més difícil de visualitzar per la marcada fibril·lació auricular).

Addicional a l'examen físic, l'examen més comú usat per a l'avaluació de la severitat d'una insuficiència aòrtica és l'ecocardiograma, que és un ultrasò del cor, que proveeix imatges bidimensionals (i a vegades, tridimensionals) de la grandària, la forma i el moviment del cor i les seves vàlvules i del doll regurgitant aòrtic (per exemple, <60% del volum d'ejecció ventricular) i permet amidar la velocitat (generalment <250 mil·lisegons) i el volum del doll. L'ecocardiograma pot, a més, trobar terminació primerenca del flux mitral (a causa de l'augment de la pressió en el VE) i invers primerenc del flux diastòlic en l'aorta descendent, així com estudis de seguiment i reevaluació en pacients estables havent o no passat per una intervenció quirúrgica.
L'electrocardiograma pot mostrar hipertròfia del ventricle esquerre, d'existir, per raó de la sobrecàrrega diastòlica, traduint-se en un augment del voltatge en les derivacions esquerres. La radiografia del tòrax mostra un agrandament del ventricle esquerre, i els exàmens de laboratori podn ajudar a descartar altres patologies cardíaques i sistèmiques causals de signes i símptomes similars a les del pacient amb IA.

## Tractament
La insuficiència aòrtica pot ser tractada mèdicament o quirúrgicament, depenent de l'agudesa de la presentació, els símptomes i signes associats al procés de la malaltia i del grau de disfunció del ventricle esquerre.
El tractament quirúrgic està indicat en general previ a una caiguda en la fracció d'ejecció del ventricle esquerre per sota del 55% o quan la dimensió del ventricle esquerre augmenta per sobre de 55 mm, siguin quins siguin els símptomes. Si algun d'aquests llindars és traspassat, el pronòstic, en general, tendeix a empitjorar. Existeixen controvèrsies entre els experts, en relació al tractament quirúrgic de pacients amb IA severa asimptomàtics, en particular si la fracció d'ejecció encara no s'ha deteriorat.
| Símptomes | Fracció d'ejecció | Altes dades                                                             |
| --- | ----------------- | ----------------------------------------------------------------------- |
| Classificació NYHA III - IV | ≥ 50%             |                                                                         |
| NYHA classe II | ≥ 50%             | Progressió de símptomes o empitjorament de paràmetres ecocardiogràfics. |
| CHA classe ≥ II Angina | ≥ 50%             |                                                                         |
| Independent de simptomatologia | 25 - 49%          |                                                                         |
| Cirurgia cardíaca por una altra causa (por exemple: cardiopatia isquèmica, altres malalties valvular, o aneurisma de l'aorta ascendent) |                   |                                                                         |

### Tractament mèdic
La teràpia mèdica per a la insuficiència aòrtica crònica inclou l'ús de vasodilatadors. Certes proves han mostrat beneficis per un breu terme, en l'ús de IECAs, nifedipina, i hidralazina en el millorament de l'estrès sobre la paret del ventricle esquerre i de la fracció d'ejecció i en el manteniment de la massa ventricular. L'objectiu de l'ús d'aquests agents farmacològics és reduir la postcàrrega per a, en tant que sigui possible, salvaguardar el ventricle esquerre. La fracció regurgitant pot ser que no canviï significativament, pel fet que el gradient entre les pressions aòrtica i ventricular és usualment baix en l'inici del tractament. L'ús d'aquests vasodilatadors solament s'indica en pacients qui, a més de la IA, cursen amb hipertensió arterial.

### Tractament quirúrgic
L'opció quirúrgica de preferència és el reemplaçament de la vàlvula aòrtica. Ara com ara, és una operació a cor obert, requerint que a l'individu se li realitzi un bypass cardiopulmonar. En cas de no haver contraindicacions absolutes, tots aquells amb IA aguda severa, haurien de ser intervinguts quirúrgicament. Qui presentin bacterièmia amb endocarditis de la vàlvula aòrtica no haurien d'esperar que el tractament antibiòtic faci efecte, donada l'altíssima taxa de mortalitat associada amb la IA aguda.
En el futur, s'espera que sigui factible el reemplaçament de la vàlvula aòrtica per via percutània.

## Profilaxi
Amb excepció de la prevenció de l'endocarditis infecciosa i reumàtica, la insuficiència aòrtica és una condició no prevenible, encara que algunes de les seves complicacions poden ser-ho. Una vegada confirmat el diagnostico d'insuficiència aòrtica, el cardiòleg pot restringir certes activitats físiques. L'embaràs en general no comporta riscos majors, tret que la IA sigui severa, la pacient hagi rebut un trasplantament valvular o si s'està prenent certs medicaments relacionats amb IA, casos en els quals s'ha de consultar amb un cardiòleg abans de considerar l'embaràs.